# Wolfgang Emmerich

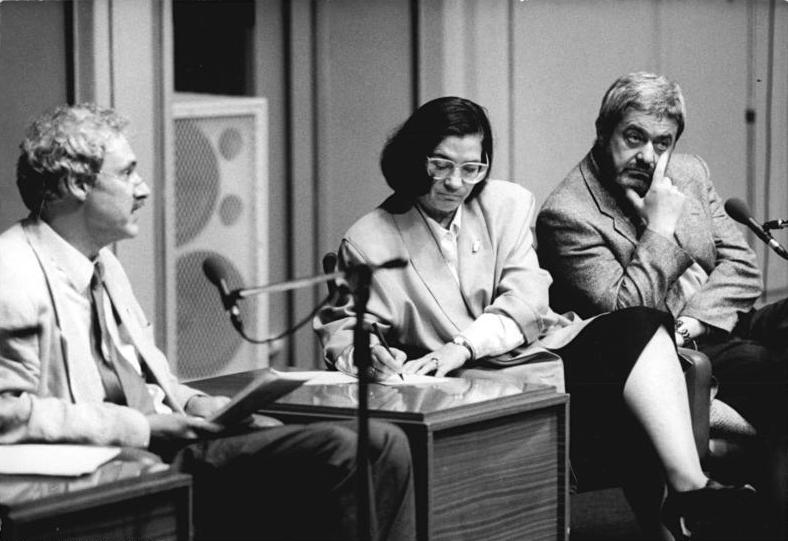
Wolfgang Emmerich (links) auf der Diskussionsveranstaltung „40 Jahre deutsch-deutsche Literatur – Versuch einer Bilanz“ in der Akademie der Künste der DDR Juni 1990, im Gespräch mit Christa Wolf und Jurek Becker

Wolfgang Emmerich (* 30. März 1941 in Chemnitz) ist ein deutscher Literatur- und Kulturwissenschaftler. Er gründete 1988 das Institut für kulturwissenschaftliche Deutschlandstudien (IfkuD) an der Universität Bremen und leitete dasselbe bis 2005. Sein Forschungsschwerpunkt ist die Literatur- und Kulturgeschichte des 20. Jahrhunderts, insbesondere die Literatur des Exils, die DDR-Literatur und die Transformationsphase seit 1989/90 sowie die Autoren Paul Celan, Heiner Müller und Gottfried Benn.

## Leben und Werk
Emmerich übersiedelte 1958 aus seiner Heimatstadt Chemnitz (seinerzeit Karl-Marx-Stadt) in die Bundesrepublik Deutschland. Nach dem Abitur an der Waldorfschule in Wuppertal studierte er ab 1961 Germanistik, Geschichte, Philosophie und (ab 1963) Deutsche Volkskunde in Freiburg/Br., Köln und Tübingen. 1966 legte er das Staatsexamen ab. 1968 promovierte er bei Hermann Bausinger mit einer Arbeit zur Wissenschafts- und Ideologiegeschichte der Germanistik und Volkskunde zum Doktor der Philosophie (Dr. phil.).
Von 1968 bis 1970 lehrte er als Assistant Professor in den USA, zunächst an der University of Georgia, danach an der State University of New York (SUNY). 1970/71 war er Akademischer Rat an der Universität Tübingen und von 1971 bis 1977 Assistenzprofessor an der Universität Bremen. 1978 wurde er Professor für neuere deutsche Literaturgeschichte und Kulturwissenschaft an der Universität Bremen. Nach der Ablehnung eines Rufs an die Universität Tübingen gründete er 1988 das Bremer Institut für kulturwissenschaftliche Deutschlandstudien (IFKUD).
Er hatte Gastprofessuren in den USA (Madison/Wisconsin, Bloomington/Indiana – Distinguished Max Kade Visiting Professor, Brown Univ. Providence/Rhode Island, Cornell Univ., Ithaca/NY, University of Illinois Chicago – “Distinguished Max Kade Visiting Professor”), in Paris VIII und Turin inne und war 1999 Visiting Fellow am New College in Oxford.
Von 1978 bis 1987 war er Mitglied der Jury des Literaturpreises der Stadt Bremen und von 1990 bis 2014 Mitglied der Jury des Jeanette Schocken Preises Bremerhaven. 1991 wurde er ins Collegium Europaeum Jenense an der Friedrich-Schiller-Universität Jena berufen. 1993 leitete er das 35. Tateshina-Seminar zur Fortbildung japanischer Germanisten. Von 1994 bis 1996 war er 1. Vorsitzender des „Internationalen Arbeitskreises Literatur und Politik in Deutschland“ in Bonn.
2006 wurde er pensioniert.

## Auszeichnungen
- 1986 Auszeichnung „Buch des Monats“ der Deutschen Akademie für Sprache und Dichtung in Darmstadt für die Anthologie „Lyrik des Exils“

- 1991 Essaypreis der German Studies Association (GSA) der USA

## Publikationen
- Germanistische Volkstumsideologie. Genese und Kritik der Volksforschung im Dritten Reich. Tübingen: Tübinger Vereinigung für Volkskunde 1968
- Zur Kritik der Volkstumsideologie. Frankfurt/M.: Suhrkamp 1971
- (Hg.): Proletarische Lebensläufe. Autobiographische Dokumente zur Entstehung der Zweiten Kultur in Deutschland. 2 Bände. Reinbek: Rowohlt 1974/75
- Heinrich Mann, "Der Untertan". Ein Arbeitsbuch. München: W. Fink 1980.
- Kleine Literaturgeschichte der DDR. Darmstadt/Neuwied: Luchterhand 1981 und 1988. Erweiterte Neuausgabe Leipzig: Kiepenheuer 1996. Taschenbuchausgabe Berlin: Aufbau 2000/2005
- (Hg.): Lyrik des Exils. Stuttgart: Reclam 1985. Neuausgabe 1997
- Die andere deutsche Literatur. Aufsätze zur Literatur aus der DDR. Opladen: Westdeutscher Verlag 1994
- «Mein Kaßberg», in: Tilo Richter (Hg.): Der Kaßberg. Ein Chemnitzer Lese- und Bilderbuch. Passage-Verlag, Leipzig 1996, S. 193–201.
- (Hg.): Der Bremer Literaturpreis 1954-1998. Eine Dokumentation. Bremerhaven: Wirtschaftsverlag NW 1999
- Paul Celan. Reinbek: Rowohlt 1999 (rowohlts monographien)
- (Hg., mit M. Vöhler und B. Seidensticker): Mythenkorrekturen. Zu einer paradoxalen Form der Mythenrezeption. Berlin: W. de Gruyter 2005
- (Hg., mit C. Solte-Gresser und H.-W. Jäger): Eros und Literatur. Liebe in Texten von der Antike bis zum Cyberspace. Festschrift für Gert Sautermeister. Bremen: edition lumière 2005
- (Hg., mit E. Kammler): Literatur – Gender – Psychoanalyse. Festschrift für Helga Gallas. Bremen: edition lumière 2006
- Gottfried Benn. Reinbek: Rowohlt 2006 (rowohlts monographien)
- (Hg., mit B. Leistner): Literarisches Chemnitz. Autoren – Werke – Tendenzen. Chemnitz: Verlag Heimatland Sachsen 2008
- Nahe Fremde. Paul Celan und die Deutschen. Wallstein, Göttingen 2020, ISBN 978-3-8353-3606-3.
- Am anderen Zeit-Ort. Literatur der DDR. Wallstein, Göttingen 2024, ISBN 978-3-8353-5704-4.